# Moeritherium
Moeritherium ("zvijer s jezera Moeris") je bio rod koji se sastojao od nekoliko izumrlih vrsta. Ti prapovijestni sisavci bili su u srodstvu sa slonom i u daljem srodstvu s morskim kravama. Živjeli su tijekom razdoblja eocena.

## Opis
Vrste roda Moeritherium bile su svinjolike životinje koje su živjele prije između 37 i 35 milijuna godina, a podsjećali su na današnje tapire ili na patuljastog nilskog konja (iako nisu bili u srodstvu ni s jednom od te dvije grupe). Bili su manji od današnjih slonova, visine od samo 70 cm u ramenima i dužine od oko 3 m. Smatra se da su nastanjivali močvare i rijeke i popunjavali ekološke niše današnjih nislkih konja. Oblik njihovih zuba ukazuje na to da su se hranili mekom vodenom vegetacijom. 
Oblik lubanje ukazuje na to da Moeritherium nije imao surlu kao slon, ali možda je imao široku i pokretljivu gornju usnu kao tapiri, kojom je sebi prinosio vodenu vegetaciju. Drugi par sjekutića formirao je malene kljove, iako su one bile sličnije zubima nilskog konja nego kljovama slona. Njegova zubna formula je: 3.1.3.3./2.0.3.3.

## Otkriće
Charles William Andrews je 1901. opisao vrstu Moeritherium lyonsi prema fosilu pronađenom u formaciji Qasr-el-Sagha u Al Fayyumu u Egiptu. Andrews je Moeritherium gracile opisao prema fosilnim ostacima manjeg primjerka, koji je 1902. pronađen na istom području u jednoj riječno-morskoj formaciji, tj. području na kojem se nalazilo močvarno-estuarsko do slanovodno-lagunsko stanište. Charles Andrews je 1904. otkrio prve fosile vrste Moeritherium trigodon u naslagama jedne oaze u Al Fayyumu. Fosili Moeritheriuma također se mogu naći i na drugim nalazištima u Sjevernoj i Zapadnoj Africi. Max Schlosser iz Münchena je 1911. razdijelio Moeritherium lyonsi na dvije odvojene vrste: Moeritherium lyonsi, veliku formu iz formacije Qasr-el-Sagha, i novu veliku vrstu, M. andrewsi, iz jedne riječno-morske formacije. Vrsta Moeritherium chehbeurameuri je 2006. opisana prema fosilnim ostacima s kasnoeocenskog lokaliteta Bir El Ater u Alžiru.

## Klasifikacija
Ne smatra se da je Moeritherium bio predak današnjih slonova; bio je pripadnik jedne grane koja je izumrla, tj. nema živućih potomaka. Tijekom eocena je postojalo nekoliko vrsta slonova i neke od njih, kao što je Palaeomastodon, bile su vrlo slične današnjima. Međutim, Moeritherium je bio tipičan za granu koja je sasvim drugačije evoluirala, razvivši vrlo malenu surlu i kratke noge.

## Nalazišta
Ostaci roda Moeritherium do sada su pronađeni na području sjeverne Afrike. Ostale kontinente nije ni nastanjivao, jer je tijekom eocena ocean Tetis razdjeljivao Afriku od Evroazije, a "mostovi" su se stvorili tek u miocenu, prije 22 milijuna godina. Među njegova nalazišta spadaju:
- Egipat - oaza Fayyum - gornji eocen, oligocen[12]
- Alžir - Bir el Ater (planine Nementcha) - od srednjeg do gornjeg eocena,[13][14] kao i Khenchela - eocen[15]
- Libija - Dor el Talha (bazen Sirta) - gornji eocen, donji oligocen[16]
- Mali - Tafidet kod Gaoa[17]
- Senegal - M'Bodione Dadere - ostaci moeriterida (upitni)[18]
- Sudan